# 福岡悟郎
福岡 悟郎（ふくおか ごろう、1928年7月18日 - 2004年3月23日）は、日本の経営者。共同印刷社長を務めた。

## 経歴
佐賀県出身。1951年に東京大学経済学部を卒業し、同年に第一銀行に入行。1978年12月に第一勧業銀行取締役に就任し、1982年5月に常務を経て、1984年8月に共同印刷副社長に就任し、1988年6月には社長に昇格。1996年6月に取締相談役に就任し、1998年6月には相談役に就任。
2004年3月23日肺癌のために死去。75歳没。